# Тироярви
Тироярви — озеро на территории Кестеньгского сельского поселения Лоухского района Республики Карелии.

## Общие сведения
Площадь озера — 13,4 км², площадь водосборного бассейна — 66,9 км². Располагается на высоте 193,5 метров над уровнем моря.
Форма озера лопастная, продолговатая: оно вытянуто с северо-запада на юго-восток. Берега изрезанные, каменисто-песчаные, местами заболоченные.
В залив в юго-восточной оконечности Тироярви впадает ручей, несущий воды из озёр Малого- и Большого Куркиярви.
Из Тироярви берёт начало река Охта, которая, протекая через цепочку озёр Петроярви → Еутсоярви → Охтанъярви (с притоками из озёр Мальвиайнен и Каллиоярви), впадает в озеро Пистаярви, через которое протекает река Писта, впадающая в озеро Верхнее Куйто.
В озере более двух десятков островов различной площади. Наиболее крупные: Нишкашари, Оксиншари и Лавашари.
К востоку от озера проходит автодорога местного значения.
Код объекта в государственном водном реестре — 02020000811102000004395.